# Freevee
Freevee é um serviço de streaming de vídeo sob demanda estadunidense suportado por anúncios de propriedade da Amazon, com programação original e licenciada. O serviço foi lançado em janeiro de 2019 como IMDb Freedive, se tornando IMDb TV cinco meses depois. Foi renomeado para seu nome atual em 28 de abril de 2022.

## História
O Amazon Freevee foi lançado como um canal de vídeo gratuito e suportado por anúncios pelo banco de dados online de propriedade do IMDb em janeiro de 2019, sob o nome IMDb Freedive. O serviço de vídeo sob demanda (VOD) está disponível nos Estados Unidos e no Reino Unido nos sites da Amazon e do IMDb, bem como em todos os dispositivos Amazon Fire.
Em 17 de junho de 2019, o IMDb Freedive anunciou seu rebranding para IMDb TV. Assinando novos acordos com a Warner Bros., Sony Pictures Entertainment e MGM Studios, o serviço de streaming começou a oferecer novos conteúdos. A Amazon anunciou que transferiria a equipe de conteúdo da IMDb TV para o Amazon Studios em 20 de fevereiro de 2020, com o objetivo de desenvolver programação original sob novos co-diretores da IMDb TV.
Em setembro de 2021, o serviço foi lançado no Reino Unido.
Em 13 de abril de 2022, foi anunciado que o serviço seria renomeado como Amazon Freevee a partir de 27 de abril. Também foi anunciado que seria lançado na Alemanha no final do mesmo ano e expandiria sua programação original em 70% em 2022. O rebrand ocorreu em 28 de abril de 2022. Seus primeiros movimentos anunciados pós-rebrand incluíram a renovação de Bosch: Legacy, Top Class, America's Test Kitchen: The Next Generation e uma nova adaptação em série de Black Beauty.

## Conteúdo

### Programação original
Uma reinicialização da série Leverage foi encomendada pela IMDb TV, tornando-a a primeira grande série original do serviço de streaming.
Em 3 de outubro de 2019, a IMDb TV anunciou que licenciou a série animada canadense Corner Gas Animated como uma série original da marca, juntamente à franquia de comédia live-action Corner Gas e ao longa-metragem Corner Gas: The Movie, ambos na plataforma de streaming.
A IMDb TV adquiriu os direitos da série de espionagem para jovens adultos da Eleventh Hour Films e da Sony Pictures Television, Alex Rider, estreando uma adaptação da série em 13 de novembro de 2020.
Em 29 de outubro de 2020, a Amazon Studios anunciou que produziria o programa sucessor de Judge Judy, intitulado Judy Justice, para o serviço. A produção de Judy Justice começou ao término de Judy Judy na CBS, em 23 de julho de 2021. Judy Justice estreou na IMDb TV em 1º de novembro de 2021. Com apostas significativamente altas no programa, a Amazon encomendou 120 episódios apenas para a primeira temporada, o maior pacote de pedidos iniciais para uma série de streaming.
Em 22 de fevereiro de 2021, foi anunciado que Norman Lear havia montado dois projetos na IMDb TV, a comédia Clean Slate e o drama Loteria.
Em 13 de abril de 2022, foi anunciado que um spinoff da série do Prime Video, Bosch, intitulado Bosch: Legacy, estrearia no serviço em 6 de maio de 2022. O lançamento da série High School, baseada no livro de memórias de Tegan and Sara e adaptado por Clea DuVall, foi previsto para o fim de 2022. Também foi anunciado que o serviço adicionaria filmes originais à sua lista, começando com a comédia romântica Love Accidentally, estrelada por Brenda Song e Aaron O'Connell.

### Conteúdo de terceiros
A IMDb TV anunciou que começaria a transmitir o drama da NBC Chicago Fire em 6 de dezembro de 2019, realizando o maior acordo de licenciamento único até o momento para o serviço de streaming. Além disso, a IMDb TV anunciou que também começaria a transmitir as cinco temporadas de Friday Night Lights da Universal Television a partir de 31 de dezembro de 2019.
Em fevereiro de 2020, a IMDb TV adquiriu os direitos de mais de vinte títulos de televisão com roteiro controlados pela divisão Walt Disney Direct-to-Consumer & International.
A IMDB TV começou a transmitir vários filmes de Star Trek em junho de 2020. A partir de 15 de julho de 2020, disponibilizou os 92 episódios da série Mad Men da AMC depois de concluir um acordo de licenciamento com a Lionsgate.
Em julho de 2021, a Amazon e a Universal Pictures chegaram a um acordo de vários anos para trazer os filmes da Universal para a IMDb TV. Como parte do acordo, títulos da biblioteca da Universal ficariam disponíveis, tornando filmes como The Invisible Man, Fast & Furious 9 e Sing 2 elegíveis para transmissão gratuita na IMDb TV. Os títulos também foram disponibilizados sem anúncios no Prime Video, incluindo futuros lançamentos nos cinemas após sua primeira janela de pagamento e quatro meses após serem lançados no Peacock.
Em 3 de novembro de 2021, a IMDb TV do Reino Unido passou a distribuir conteúdo da FilmRise, MovieSphere, MagellanTV e Docustream, juntamente com canais temáticos de programas baseados nos programas Deadly Women, Are We There Yet?, Bridezillas, Unsolved Mysteries, This Old House, MythBusters e Hell's Kitchen.